# Меритатон
Меритатон е египетска царица от осемнадесета династия.

## Биография
Родена е в Тива, Древен Египет. Тя е най-голямата от шестте дъщери на Ехнатон и Нефертити. Нейното име може да се преведи като „Любима на     Атон (бог)“ (богът, култът към когото активно насажда Ехантон).
Сред титлите ѝ е „Велика царска съпруга“, което показва или, че се жени за своя баща или за съ-владетеля на Ехнатон Сменхкара, за който се вярва, че е неин полу-чичо или полубрат. По-простото обяснение за титлата е, че Меритатон приема задълженията и поста на „Велика царска съпруга“ от майка си.
След смъртта на съпруга си, встъпва във втори брак, но новият ѝ мъж умира бързо. Опитва се да възстанови отношенията с жреците на забранените от Ехнатон богове. Наследник на Меритатон и нейния съпруг става мъжът следващ по старшинство дъщерите на Ехнатон и Нефертити, известния Тутанкамон.